# Хивинец (шхуна)
«Хивинец» — парусно-винтовая шхуна Каспийской флотилии Российской империи.

## Описание шхуны
Парусно-винтовая трёхмачтовая шхуна водоизмещением 409 тонн. Длина шхуны между перпендикулярами составляла 45,72 метра, ширина с обшивкой — 7,62 метра. На судне была установлена паровая машина мощностью 60 номинальных лошадиных сил. В 1860—1870 годах вооружение состояло из четырёх 6-фунтовых и одной 1-фунтовой пушки, в военное время — из одной 30-фунтовой пушки № 1 и четырёх 24-фунтовых карронад. По состоянию на 1879 год — из четырёх 4-фунтовых пушек образца 1867 года и одной 1-фунтовой пушки.

## История службы
Шхуна «Хивинец» была заложена в 1858 году на Нижегородской машинной фабрике, в том же году судно было спущено на воду и вошло в состав Каспийской флотилии России. Строительство вёл кораблестроитель подполковник корпуса корабельных инженеров М. М. Окунев.
В кампании 1858 и 1859 годов принимала участие в плаваниях в Каспийском море, а в 1859 году также принимала участие в уничтожении Чикишлярского аула враждебных туркменов и совершала плавания в Каспийском море.
В 1860 и 1861 годах несла брандвахтенную службу при Астрабадской станции, а в кампанию 1861 года совместно со шхунами «Бухарец» и «Курд» также использовалась для охраны Эмбенских вод.
В кампанию 1862 года совершала плавания в Каспийском море и между его портами.
В кампанию 1864 года совершала плавания вдоль персидских берегов.
В кампании 1865—1866 годов выходила в плавания в Каспийское море.
В кампанию 1868 года совершала плавания в Каспийском море.
В кампанию 1869 года совершала плавания в Каспийском море.
В 1870 году находилась при Астрабадской станции, и выходила в плавания в Каспийское море.
В кампании с 1871 по 1873 год выходила в плавания в Каспийское море.
В 1877 году совершала плавания в Каспийском море и его заливах.
В кампании 1878—1880 годов также выходила в плавания в Каспийское море.
Шхуна «Хивинец» была исключена из списков судов флотилии 5 (17) ноября 1881 года.

## Командиры шхуны
Командирами парусно-винтовой шхуны «Хивинец» в составе Российского императорского флота в разное время служили:
- лейтенант, а с 8 (20) сентября 1859 года капитан-лейтенант Д. Н. Брылкин (с 10 (22) марта 1858 года до 1862 года)[18];
- лейтенант М. Т. Трусов (1862 год)[19];
- лейтенант В. А. Ладыженский (1862—1867 годы)[20];
- капитан лейтенант С. М. Алгазин (1867—1870 годы)[21];
- капитан 2-го ранга А. С. Эсмонт (1871—1879 годы)[22]
- капитан-лейтенант П. А. Шмидт (1881 год)[23].